# Låsby
Låsby er en by i Østjylland med 2.086 indbyggere  (2025), beliggende 15 km syd for Hammel, 17 km øst for Silkeborg, 10 km nord for Ry og 16 km nordvest for Skanderborg. Byen hører til Skanderborg Kommune og ligger i Region Midtjylland. I 1970-2006 hørte byen til Ry Kommune.
Låsby hører til Låsby Sogn, og Låsby Kirke, som er fra 1100-tallet og kan rumme 200 personer, ligger i den gamle landsby, som nu udgør den nordlige udkant af Låsby efter at den har bredt sig mod syd forbi den gamle Aarhus-Silkeborg landevej.

## Faciliteter
- Låsby Skole har 437 elever, fordelt på 0.-9. klassetrin, og tendensen har været stigende de senere år.[3]
- Låsby Hallen blev i 2015 udvidet med 400 m², der indeholder multihal, cafe- og kulturområde og nyt indgangsparti.
- Låsby Forsamlingshus har to sale til hhv. 85 og 35 personer.[4]

### Vejnet
Hovedvej 15 (Grenaa-Ringkøbing) blev allerede i 1965 ført uden om Låsby på en 4-sporet omfartsvej. Vejen og dens viadukt under sekundærrute 457 (Skanderborg-Houlbjerg) blev genbrugt af Herningmotorvejen (Aarhus-Herning), som blev færdig i 2016. Fra Låsby går der desuden landevej til Ry (sekundærrute 455) og til Voel.

## Etymologi
En folkefortælling forklarer, at Låsby fik sit navn fordi den i Frode Fredegods tid var den eneste by i landet, hvor man havde lov til at låse af. Det kom sig af, at byen var nabo til Galten, som også gik under navnet "Tyvegalten". Galten har ifølge fortællingerne bl.a. i gamle dage huset en stor mestertyv, som var meget aktiv og berygtet på strækningen mellem Aarhus og Silkeborg.

## Historie

### Oldtid
Skanderborg museum har foretaget udgravninger, der afslørede en bygning fra bronzealderen, tidsfæstet til 900-501 f.Kr., og et hus fra jernalderen, dertil et grubehus fra jernalderen (dateret 540-710 e.Kr.). I alt var der tale om 80 konstruktioner, hvoraf 36 staklader, 3 småhuse, 18 økonomibygninger og 23 langhuse, samt 17 hegn. Stenlægning/stensamling fra stenalderen tilbage til 3950-1701 f.Kr. med en del flintafslag og en skraber. Der blev fundet flere ovne. Dyrkningsspor er fra nyere tid (1200-1848).

### Jernbanen
Låsby havde station på Aarhus-Hammel-Thorsø Jernbane (1902-56). Pga. terrænforholdene blev den placeret på åben mark 3 km nordøst for kirkelandsbyen. Omkring stationen opstod bebyggelsen Låsby Stationsby. Udviklingen kom dog ikke i stationsbyen, men i selve Låsby, der var begunstiget af beliggenheden ved landevejskrydset.
I 1904 beskrives Låsby således: "Laasby, ved Randersvejen, med Kirke, Skole, Forsamlingshus (opf. 1896), Bryggeri, Pottemageri, Kro, Købmandshdl. og Telefonst. samt Jærnbanest.;" På forsamlingshusets indmurede skilt står der også "Afholds Beværtning". Målebordsbladet fra 1800-tallet viser desuden en smedje, og på målebordsbladet fra 1900-tallet er der også kommet et mejeri ved landevejskrydset.

### Genforeningssten
Hvor Sorringvej munder ud i Nørregade, står en sten der blev rejst i 1921 til minde om Genforeningen i 1920. Samme år blev der også rejst en genforeningssten i landsbyen Flensted 1½ km vest for Låsby. Den står over for Flensted Byvej 17.